# Тиманівка (Тульчинський район)
Тимані́вка — село в Україні, у Тульчинській міській громаді Тульчинського району Вінницької області, 1,5 км від залізниці (зупинка Тиманівка). Населення становить 1942 особи.

## Герб
Щит перетятий лазуровим і золотим. У першій частині справа золоте усміхнене сонце з шістнадцятьма такими ж променями, прямими і полум'яними поперемінно, а зліва - срібний хрест, поверх якого щиток: в лазуровому полі срібний півмісяць вліво. Все супроводжується зверху та знизу двома вузькими червоними балками. У другій частині три чорні колодязі з лазуровою водою, 2 і 1, нижній попереду і більше. Поверх усього золотий сніп, перев'язаний червоним канатом.

## Історія
В історичних джерелах Тиманівка вперше згадується у 1606 році як Княжполь. В XVI столітті село належало до Брацлавського повіту, в XIX — до Ямпільського. З XX століття село належить до Тульчинського району На початок XX століття тут були заводи для переробки сировини винокурений та ректифікаційний, також млин.
7 (20) листопада 1917 року, відповідно до Третього Універсалу Української Центральної Ради, увійшло до складу Української Народної Республіки.
12 червня 2020 року, відповідно до Розпорядження Кабінету Міністрів України від  № 707-р «Про визначення адміністративних центрів та затвердження територій територіальних громад Вінницької області», увійшло до складу Тульчинської міської громади.
19 липня 2020 року, в результаті адміністративно-територіальної реформи та ліквідації Тульчинського району, село увійшло до складу новоутвореного Тульчинського району.

## Музеї села

### Суворівський музей

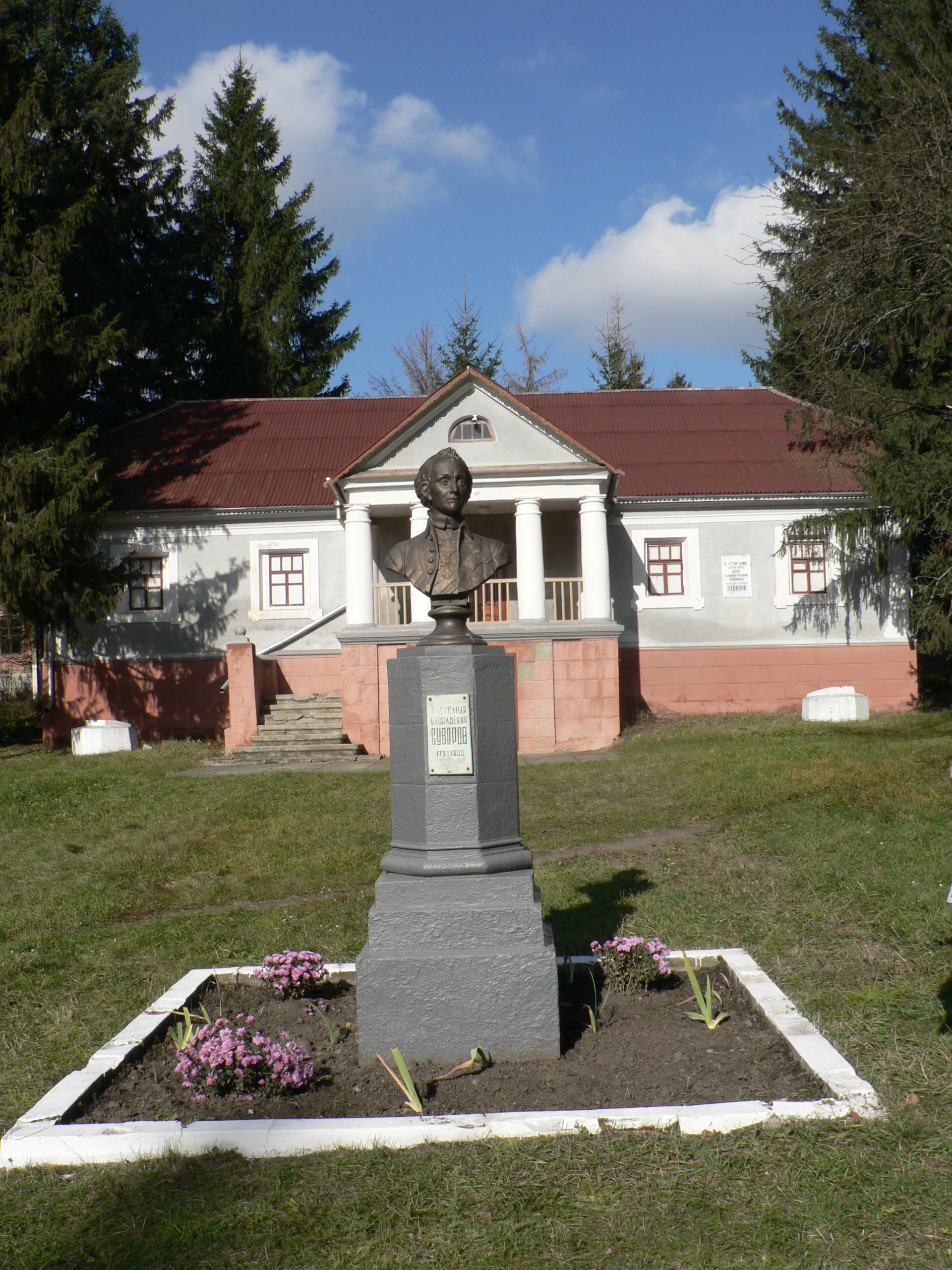
Пам'ятник Олександру Суворову (демонтовано 1 лютого 2023 року)

Музей розташовується у садибному будиночку управителя Тиманівського маєтку (пам'ятка архітектури II пол. XVIII ст), де у 1796–1797 роках перебував Олександр Суворов. Музей був заснований у 1947 р. У 1967 році йому присвоєно звання «народний». І тоді ж включено до Всесоюзного туристичного маршруту «Поділля». Тиманівський музей був організатором проведення зустрічей-конференцій (1991–2002) всіх шести музеїв О. Суворова: Кобринь (Білорусь), Кончанське, Санкт-Петербург (Росія), Ізмаїл, Очаків (Україна).
Музей має унікальну збірку одностроїв офіцерів і солдатів російської армії кінця XVIII століття, зброю та штандарти російських, французьких, турецьких військ XVIII століття, нумізматичну колекцію (XVIII ст.) Всього налічується близько 1300 експонатів. Велику допомогу у формуванні колекції свого часу надав Ленінградський артилерійський історичний музей (нині Військово-історичний музей артилерії, інженерних військ і військ зв'язку).
Біля садибного будинку встановлено погруддя Суворова.

### Музей історії села
Музей історії села розміщається в старому будинку, зведеному у 1912, де в 1987 році знаходилась контора колгоспу ім. О. Суворова, головою правління якого був Желюк Пилип Олексійович, двічі Герой Соціалістичної праці. Його кабінет зберігся як був при житті голови колгоспу. Мешканці села дуже пишаються Желюком і вшановують його пам'ять. Всього музейна колекція нараховує майже 3 000 експонатів

### Художній музей ім. Т.Г.Шевченка
#biblio
Художній музей був відкритий в 1964р. Ідея його створення виникла значно раніше.
В 1962 році в Тиманівці народилась добра традиція – були створені виставки до міжнародного жіночого дня – 8 Березня.
Жителі села приносили на виставку різні вироби: вишивки, ткані вироби, в'язання, різьба по дереву та ін. В 1963р. була організована постійно діюча виставка з кращих робіт місцевих авторів. З часом виставка поповнювалася новими творами – дарунками художників та скульпторів, які бували у нашому селі. Велика кількість експонатів – це дарунки числених делегацій, які відвідували Тиманівку під час господарювання П.О.Желюка.
Рішенням Правління колгоспу ім.О.В.Суворова, 9 березня 1964р. було відкрито колгоспний художній музей. Відкриття музею відбулося в день 150 – річниці з дня народження великого Кобзаря. Т.Г.Шевченка. На честь цієї дати музею присвоєнно його ім'я.
З 1978 р. музей носить  звання «Народний». Експозиція музею знайомить відвідувачів переважно з творчістю і роботами українських митців періоду 1950-1980-х років.
14 жовтня 2019 року під час гастрофестивалю  Тиманівської каші "Диво з горнятка" відбулось урочисте відкриття оновленого Тиманівського  художнього музею  Т.Г.Шевченка, який було відремонтовано  коштом місцевого бюджету Тульчинської ОТГ.
 Після об’єднання Тульчинської ТГ  розпочалась робота по ремонту будівлі і ось, за два роки є новий музей. Експозиція розміщується  на першому поверсі  музичної школи ,  але навіть  цієї  площі замало. Тільки 25%  музейних фондів   можна показати гостям. З часом  приміщення буде розширюватися, щоб  відвідувачі могли побачити  всі художні твори та унікальні  експонати.  Адже гостей прибуває, Багато років люди втрачали інтерес до рідної культури, історії, традицій, а відтепер, і це головне – відроджується  творчість,  бажання залишатись на рідній землі і  працювати на розвиток громади. Валерій Весняний, голова Тульчинської ОТГ привітав учасників  та гостей фестивалю і подарував  у добірку художніх творів оновленого Тиманівського  музею картину місцевого художника. За його словами,  децентралізація дала поштовх для відродження  сіл, а  туристична галузь є одним із пріоритетів розвитку Тульчинської ОТГ, тож у планах –  подальша  підтримка культурної та історичної   спадщини краю, а також розвиток фестивального руху  на території громади.

## Пам'ятки
- Три криниці — гідрологічна пам'ятка природи місцевого значення.
- Урочище Гора дубина - ботанічний заказник місцевого значення.

## Відомі люди
- Желюк Пилип Олексійович — двічі Герой Соціалістичної Праці.
- Касевич Степан Данилович — український маляр
- Мороз Василь Ананійович — український військовик і кооперативний діяч, за деякими даними народився в Тиманівці